# Kloster Schillingsfürst

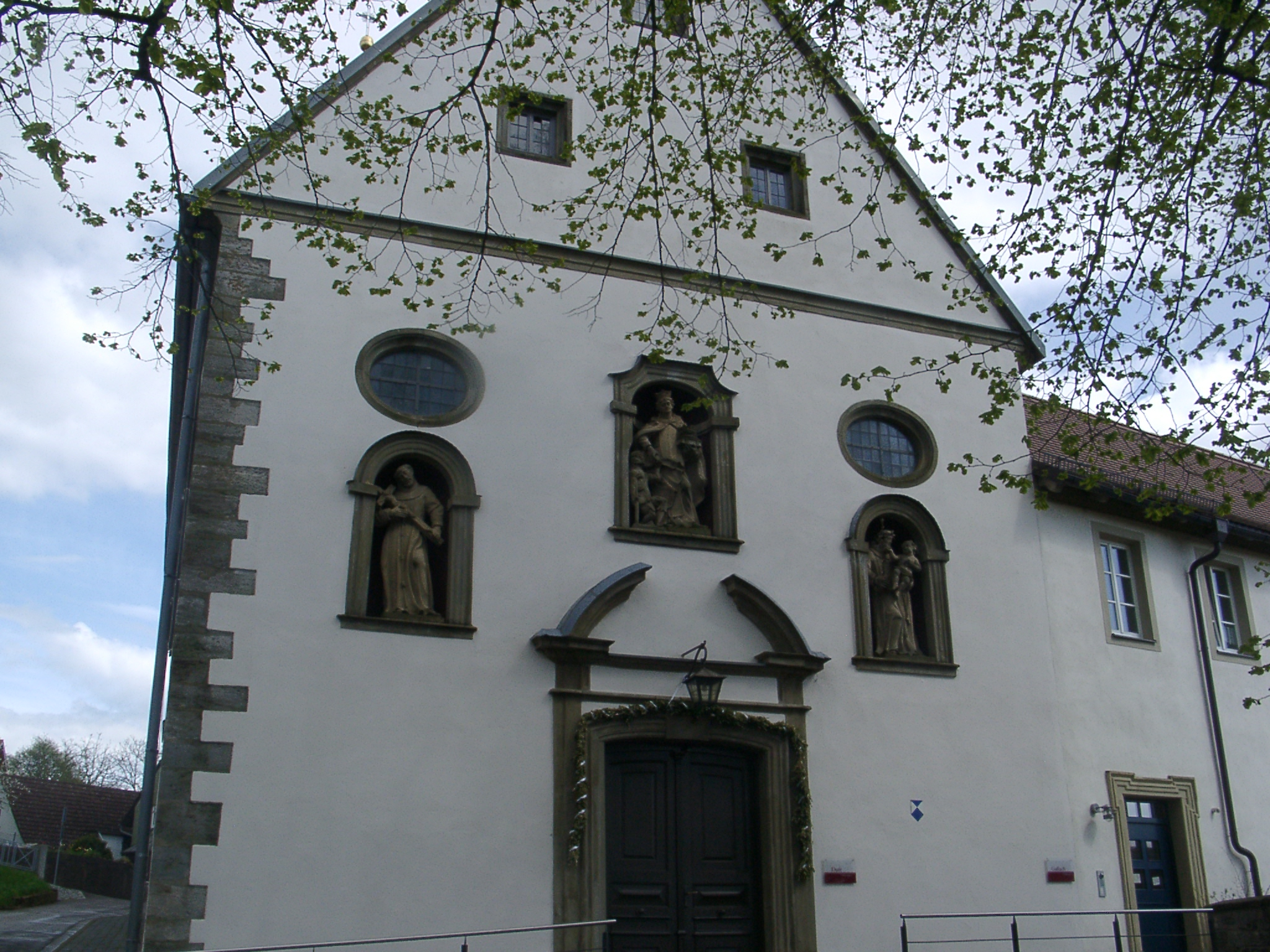
Die katholische Kirche Kreuzerhöhung (ehemaliges Kloster Schillingsfürst)

Das Kloster Schillingsfürst  ist ein ehemaliges Kloster der Franziskaner in Schillingsfürst in Mittelfranken in der Diözese Bamberg.

## Geschichte
Das dem Heiligen Kreuz geweihte Kloster wurde 1673 durch Christian und Ludwig von Hohenlohe gegründet und war erst Hospiz, ab 1687 Konvent. Es gehörte zur Thüringischen Franziskanerprovinz (Thuringia).
1677 fand die Grundsteinlegung der Kirche und des Klosters statt. Den Aufbau unterstützten auch die Nichtkatholiken mit Baumaterial und Arbeitskraft. Weihbischof Friedrich von Würzburg konnte 1683 die einschiffige Klosterkirche, in der auch eine Gruft der Familie Hohenlohe eingebaut war, konsekrieren. Das Klostergebäude, eine einfache Vierflügelanlage südlich der Kirche, wurde im späten 17. Jahrhundert fertiggestellt. Die Franziskaner übernahmen den Unterricht der adeligen und bürgerlichen Kinder, stellten den Professor in der Lateinschule, lasen die Messen und machten Krankenbesuche. Durch ihr großes Engagement in allen seelsorgerischen Belangen gelang es ihnen, viele Andersgläubige zu gewinnen. Bald entstand eine blühende Katholikengemeinde in Schillingsfürst. Die Zahl der Patres musste vermehrt werden. Auf dem Provinzkapitel zu Limburg im Jahr 1686 beschloss man, das Hospiz in einen Konvent umzuwandeln. Nach wenigen Jahren zählte er bereits 16 Patres. Auf Fürsprache von Gräfin Lucie gestattete der Fürstbischof von Würzburg den Franziskanern Kollektensammlungen, sodass sie selbst ihren Lebensunterhalt bestreiten konnten.
Als zu Beginn des 18. Jahrhunderts die Pfarrkirche beim Schloss abgebrochen wurde, übernahm die Klosterkirche deren Funktion.mit der steigenden Zahl an Katholiken musste die Kirche im Jahr 1726 wesentlich erweitert werden. Damals wurden auch ein Taufstein und Chorgestühl angeschafft und das Innere mit Stukkaturen und Malereien im Barockstil dekoriert. Der Konvent in Schillingsfürst war in jenen Jahren so stark, dass die Franziskaner von hier aus die zwei Hospize Kupferzell und Waldenburg in der Nähe von Schwäbisch Hall begründen konnten. Als das gräfliche Haus Hohenlohe zu Schillingsfürst 1744 in den Fürstenstand erhoben wurde, galt der Unterricht der fürstlichen Nachkommen durch die Schillingsfürster Franziskaner als nicht mehr standesgemäß. Fürst Karl Albrecht gründete daher ein Erziehungsinstitut für männliche Zöglinge von Adel und berief zur Leitung drei Jesuiten. Diese hatten nun auch den Gottesdienst in der Hofkapelle zu besorgen, mussten französisch predigen und fungierten als geistliche Berater. Nach der Aufhebung des Jesuitenordens 1773 übernahmen dann wieder die Franziskaner diese Aufgaben.
Nach der Säkularisation 1803 wurden die geistlichen Güter eingezogen und das Kloster 1822 aufgelöst. Kirche und Klostergebäude blieben erhalten. Die Kirche wurde Pfarrkirche, in den Klostergebäuden wurden der Pfarrhof, die Knabenschule und eine Lehrerwohnung untergebracht. doch der letzte Guardian, Pater Cölestin Kirst, konnte als Pfarrverweser an der Schlosskirche zusammen mit seinen Mitbrüdern bleiben. Fürst Franz von Hohenlohe-Schillingsfürst gewährte den Franziskanern die Versorgung auf Lebenszeit. 1825 wurde Schillingsfürst zur Pfarrei erhoben und neu dotiert. Die ehemalige Klosterkirche wurde als Pfarrkirche bestimmt. Sie erhielt 1835 einen dreistöckigen quadratischen Turm. Die Klostergebäude dienten fortan als Schule und als Wohnung für Pfarrer und Lehrer.